# Xysticus dzhungaricus
Xysticus dzhungaricus là một loài nhện trong họ Thomisidae.
Loài này thuộc chi Xysticus. Xysticus dzhungaricus được miêu tả năm 1965 bởi Tyschchenko.